# Riccardo di Borgogna
Riccardo di Autun detto il Giustiziere (858 circa – Auxerre, 31 agosto 921) fu conte d'Autun, dall'880, conte di Auxerre, dall'886, e da quello stesso anno primo duca dei Burgundi prima col titolo di marchese e poi col titolo di duca di Borgogna, infine dall'892 fu conte di Troyes, fino alla sua morte.

## Origine
Figlio del conte Bivin di Vienne (secondo gli Annales Bertiniani era il fratello di Bosone I di Provenza, che era figlio di Bivin 822-877), a sua volta figlio di Riccardo II, conte di Amiens, e della moglie di cui non si conoscono, né il nome, né gli ascendenti) e di Richilde, figlia di Bosone il Vecchio (?-855), conte del Vallese, conte di Arles ed anche conte in Italia, considerato il capostipite della dinastia Bosonide.. Erano suoi zii (o da parte di padre oppure di madre), Teutberga (?-876), moglie del re di Lotaringia, Lotario II e Uberto del Vallese (?-864), abate dell'abbazia di Saint Maurice-in-Valais. Infine era il fratello di Bosone I di Provenza e di Richilde di Provenza.

Secondo lo storico svizzero Frédéric Charles Jean Gingins de la Sarraz, Bosone e Richilde erano suoi fratelli solo uterini in quanto la madre, in seconde nozze, aveva sposato il conte d'Autun, Teodorico IV, detto Thierry le Trésorier, padre di Riccardo. Questa teoria è in contrasto con gli Annales Bertiniani che sostengono che Riccardo e Bosone erano fratelli.

## Biografia
Nell'870, il re dei Franchi occidentali e futuro imperatore Carlo il Calvo, alla morte della moglie, sposò la sorella di Riccardo, Richilde di Provenza o delle Ardenne (845-910) che dopo la morte della moglie di Carlo, Ermentrude d'Orléans, ne era divenuta concubina.
Nell'875 accompagnò in Italia il re di Francia Carlo il Calvo a ricevere sia la corona del regno d'Italia che la corona imperiale. Ritornando da Roma, nell'876, l'imperatore nominò suo fratello, Bosone V di Vienne, duca d'Italia (vice-Re in assenza dell'imperatore) e nel Conventum Ticinensis, Riccardo viene citato ed è firmatario del documento, come conte.
Riccardo, sempre col titolo di conte, viene citato inoltre in un documento di donazione dell'imperatore Carlo il Calvo del 4 settembre 876.
Nell'876, secondo il Recueil des chartes de l'abbaye de Saint-Benoît-sur-Loire, alla morte del conte di Autun, Ecchard de Mâcon, fu citato nel testamento del conte col presunto padre, Thierry le Trésorier.
Nell'877, quando Bosone, che era stato nominato duca di Provenza alla fine dell'876, ritornò in Provenza, Riccardo divenne reggente per Italia.
Nella raccolta degli atti dei Re di Provenza (Recueil des actes des rois de Provence 855-928) risulta che Riccardo firmò un atto di donazione all'abbazia di Montiérender, datata 25 luglio 879, del fratello Bosone, unitamente alla moglie, Ermengarda d'Italia.
Suo fratello, Bosone, nell'879, possessore praticamente di tutte le valli del Rodano e dalla Saona, rivendicò la contea di Autun, che il conte, Teodorico il Tesoriere, gli cedette in cambio di alcune abbazie, anche per la mediazione del Marchese di Neustria, Ugo l'Abate; dopo essere stato incoronato re di Burgundia, nell'880, Bosone consegnò la contea di Autun a Riccardo il Giustiziere, che preferì accordarsi con Carlomanno di Baviera, re dei Franchi orientali, ottenendo il titolo di conte di Autun e l'abbazia di Saint-Symphorien d'Autun, per cui suo fratello Bosone fu conte d'Autun per circa un anno (879 - 880).

Il documento N° 1 del Carlomanni Regis Diplomata, datato 1º dicembre 880, conferma che Riccardo è conte di Autun (Richardi comitis Augustudunensis).
Tra l'880 e l'881, servendo lealmente il re Luigi III di Francia, Riccardo combatté contro il fratello Bosone, che era stato eletto re di Provenza dalla nobiltà provenzale nell'ottobre dell'879, con l'intenzione di restaurare il regno di Burgundia.
Si aggregò quindi alla coalizione tra il re titolare (nominale) di Provenza e re d'Aquitania, Carlomanno, il fratello, il re dei Franchi occidentali, Luigi III ed il nuovo re d'Italia, Carlo il Grosso, che attaccò Bosone e lo costrinse sulla difensiva, assediando la sua capitale Vienne, sino a che, nel novembre dell'880, l'assedio fu tolto, per la defezione di Carlo il Grosso. Infatti Carlo il Grosso, lasciato l'assedio di Vienne, si dovette recare a Roma per ricevere la corona imperiale dalle mani di papa Giovanni VIII (12 febbraio 881).
Dato che anche Luigi e Carlomanno erano rientrati nei loro possedimenti il solo Riccardo continuava a combattere. Nell'agosto dell'881, mentre Bosone si era ritirato nel sud della Provenza., Vienne fu posta sotto assedio, per la seconda volta dalle truppe di Carlomanno (da poco più di un mese anche re dei Franchi occidentali), che erano comandate da Riccardo, che, nel settembre dell'882, obbligarono alla resa la regina Ermengarda, che era rimasta ad organizzare la difesa di Vienne che però dopo essere stata conquistata, fu saccheggiata e data alle fiamme. Secondo gli Annales Bertiniani, Ermengarda con la figlioletta, Engelberga, fu condotta nella contea di Autun, presso Riccardo.
Nell'886, successe come conte di Auxerre a Ugo l'abate, lo zio di sua moglie.
Nell'887, alla morte del fratello Bosone, Riccardo entrò in possesso di diverse contee e territori. In pratica Riccardo governava quasi per intero, eccetto Mâcon, la contea di Borgogna.
Forse istituì per primo il ducato di Borgogna, o forse aveva sotto la sua sovranità la quasi totalità dei territori della Borgogna e ne fu considerato l'unificatore, Riccardo passò alla storia con l'appellativo di il Giustiziere e fu considerato il primo duca di Borgogna.
Nel documento N° 2 del Diplomata Reginarum, riferito ad un concilio tenuto dalla regina Ermengarda e da suo figlio Ludovico (definito figlio di Bosone), nell'890, tra gli altri sottoscrittori vi era Riccardo, definito Ricardus gloriosus Comes.
Durante la guerra civile (893-897) tra il conte di Parigi, Oddone (o Eudes), e il carolingio Carlo il Semplice, si schierò a favore di quest'ultimo; durante la guerra Riccardo estese i suoi feudi su molta parte della Borgogna che era parte del regno di Francia.
Nell'898, dopo che, l'anno prima, la guerra si era risolta con la vittoria di Oddone, costui, divenuto re di Francia, a Riccardo che aveva conquistato altre contee e territori conferì il titolo di marchese di Borgogna.
Nello stesso anno, alla morte di Oddone, Riccardo appoggiò l'elezione a re di Francia di Carlo il Semplice.
Sempre nello stesso anno (898), ad Argenteuil sconfisse un contingente di Vichinghi che era penetrato in Borgogna, e, ancora in quello stesso anno, secondo Guglielmo di Jumièges, alla guida dell'esercito dei Franchi, Riccardo attaccò Rollone che aveva posto sotto assedio Chartres, lo sconfisse con l'aiuto del vescovo di Chartres, Anselmo liberando la città dall'assedio.
In un documento datato 5 settembre 901 Riccardo ricordato come marchese, viene citato insieme al figlio, Rodolfo.
Ancora In un altro documento datato 5 settembre 918 Riccardo viene ricordato come marchese, e viene citato insieme al figlio, Rodolfo.
Riccardo morì il 31 agosto 921, come viene ricordato dagli Annales S. Benigni Divisionensis e dal Flodoardi Annales, mentre l'Hugonis Floriacensis, Historia Francorum Senonensis, oltre a ricordarne la morte ci informa che fu tumulato nella basilica di santa Colomba dell'abbazia di Saint-Symphorien d'Autun. Un documento degli Obitoires di Sens, invece ricorda la morte di Riccardo il 29 settembre di quello stesso anno.
Tutti i suoi titoli passarono al figlio Rodolfo, il futuro re di Francia.

## Matrimonio e discendenza
Tra l'887 e l'888, Riccardo sposò la figlia del conte di Auxerre e di Borgogna, Corrado II, della dinastia dei vecchi Guelfi e di Waldrada, Adelaide (-dopo il 14 luglio 929), che dopo essere rimasta vedova si ritirò nel monastero di Cluny, a cui, come risulta da un documento del 14 luglio 929, fece dono di un monastero con le sue appendici.
Riccardo e Adelaide ebbero 5 figli:
- Rodolfo[29](o Rodolfo, 890-936), conte d'Auxerre, duca di Borgogna e poi re di Francia,
- Ugo il Nero[29] (891-952), duca di Borgogna,
- Bosone[30] (895-935), abate laico di due monasteri,
- Adelaide o Alice[31](ca. 900-?), sposò il conte Ranieri II di Hainault (?-931)[31],
- Ermengarda (?-?), sposò nel 938 il conte Gilberto di Châlon (?-956), futuro duca di Borgogna, dopo la morte del cognato, Ugo il Nero.

Riccardo da un'amante di non si conoscono né il nome né gli ascendenti ebbe un figlio:
- Gebuino, da cui discesero i conti di Digione e d'Atuyer. In un documento del 18 gennaio 926, il N° 256 del Recueil des Chartes de Cluny, in cui una certa Bertagia reclama, presso il re dei Franchi occidentali, il suo fratellastro, Rodolfo, per un'eredità Gebuino viene citato come testimone assieme all'altro fratellastro, Ugo, ricordato come figlio di Riccardo[32].

### Fonti primarie
- (LA)  Monumenta Germaniae Historica, tomus III.
- (LA)  Monumenta Germanica Historica, tomus V.
- (LA)  Monumenta Germanica Historica, tomus I.
- (LA)  Monumenta germanica Historica, tomus IX.
- (LA)  Rerum Gallicarum et Francicarum Scriptores, tomus VIII.
- (LA)  Rerum Gallicarum et Francicarum Scriptores, tomus IX.
- (LA)  Annales Bertiniani.
- (LA)  Monumenta Germaniae Historica, Legum, tomus I.
- (LA)  Cartulaire de l'église d'Autun.
- (LA)  Recueil des Chartes de Cluny, tomus I.

### Letteratura storiografica
- René Poupardin, I regni carolingi (840-918), in «Storia del mondo medievale», vol. II, 1979, pp. 583–635
- Louis Halphen, Francia: gli ultimi Carolingi e l'ascesa di Ugo Capeto (888-987), in «Storia del mondo medievale», vol. II, 1979, pp. 636–661
- Allen Mayer, I vichinghi, in «Storia del mondo medievale», vol. II, 1979, pp. 734–769
- (FR)  Plancher, Histoire générale et particulière de Bourgogne, tome I.
- (FR)  Guglielmo di Jumièges, Histoire des ducs de Normandie.
- (FR)  Prou et Vidier Recueil des chartes de l'abbaye de Saint-Benoît-sur-Loire.
- (FR)  Histoire du Duché de Bourgogne du VIIIème au XIVème siècle.
- (FR)  La famille des Nibelungen Les comtes d'Autun au IXe siècle.